# Юрьевское (село, Ростовский район)
Юрьевское — село в Ростовском районе Ярославской области. Входит в состав сельского поселения Семибратово.

## География
Расположено на берегу речки Чёрная (приток Которосли) в 20 км на восток от райцентра Ростова

## История
Сельская каменная церковь была сооружена в 1810 году и имела два прихода: великомуч. Георгия и Казанской Богородицы. 
В конце XIX — начале XX село входило в состав Сулостской волости Ростовского уезда Ярославской губернии. В 1885 году в селе было 23 дворов.
С 1929 года село входило в состав Васильковского сельсовета Ростовского района, с 1954 года — в составе Филиппогорского сельсовета, с 1958 года — в составе Сулостского сельсовета, с 2005 года — в составе сельского поселения Семибратово.

## Население
| 1859 | 1914 | 2007 | 2010 |
| ---- | ---- | ---- | ---- |
| 55   | ↗70  | ↘5   | ↘3   |

## Достопримечательности
В селе расположены недействующие Церкви Казанской иконы Божией Матери (1810) и Георгия Победоносца (1828).